# Solo (canción de Jennie)
«Solo» es el primer sencillo en solitario de la cantante surcoreana y miembro de Blackpink, Jennie, lanzado el 12 de noviembre de 2018 a través de YG Entertainment e Interscope Records. La canción fue escrita por Teddy Park y producida por este junto a 24. «Solo» es una pista bailable repleta de sintetizadores EDM, beat drops y percusiones de hip hop.
En Corea del Sur, la canción debutó y alcanzó el número 1 en el Gaon Digital Chart. También alcanzó el primer lugar en las listas de Gaon Digital y de Streaming durante dos semanas consecutivas. Además, la canción alcanzó el éxito internacional al alcanzar el primer lugar en la lista de canciones digitales mundiales de Billboard. «Solo» debutó en las listas de varios países, incluidos Canadá, Japón, Malasia, Nueva Zelanda, Escocia, Singapur y Reino Unido. La canción recibió la certificación de platino por Gaon, por vender 2,500,000 descargas certificadas y tener más de 100,000,000 transmisiones en junio de 2019 y marzo de 2020, respectivamente.
Lanzada el 12 de noviembre de 2018, el vídeo musical fue dirigido por Han Sa-min y filmado en el Reino Unido. A partir de abril de 2020, el vídeo musical ha recibido más de 556 millones de visitas y 8.7 millones de "me gusta" en YouTube. La canción le dio a Jennie su primera victoria en un show musical en Inkigayo del canal SBS el 25 de noviembre. La canción también ganó la Canción del año - noviembre en los 8º Gaon Chart Music Awards y el premio Digital Bonsang en los 34º Golden Disk Awards.

## Antecedentes y composición
El debut en solitario de Jennie fue anunciado por YG Entertainment el 27 de octubre de 2018 a través de un póster promocional en varias cuentas de redes sociales. Luego se subió un vídeo teaser de 23 segundos al canal oficial de YouTube de Blackpink. El clip muestra a Jennie acostada en una cama y mencionando repetidamente su nombre. El segundo teaser fue subido una semana después, mostrándola actuando con varias prendas en un estudio fotográfico. El tercer y último teaser se subió cuatro días antes del lanzamiento del sencillo, mostrándola con diferentes atuendos en distintas locaciones. El sencillo finalmente fue lanzado digitalmente el 12 de noviembre. Fue escrito por Teddy Park y producido por él junto a 24.

## Promoción
Para la promoción, Jennie realizó «Solo» en varias ocasiones. El sencillo se presentó por primera vez durante el concierto de Blackpink en el Olympic Gymnastics Arena de Seúl el 10 y 11 de noviembre de 2018. Luego se presentó cuatro veces en noviembre y diciembre en el programa Inkigayo, ganando el primer lugar en tres ocasiones. En el mismo mes, «Solo» se presentó en el SBS Gayo Daejeon, junto a «Ddu-Du Ddu-Du». Además, la canción fue presentada durante el debut de Blackpink en la etapa de Coachella el 12 de abril de 2019. El 18 de noviembre de 2018 se lanzó una versión física del sencillo, que presenta la canción, además de una versión instrumental de la misma. Junto con el CD, se lanzó un álbum de fotos de 72 páginas, un póster de doble cara, una tarjeta fotográfica aleatoria y una postal de letras en una versión especial.

## Vídeo musical
El vídeo musical de la canción fue dirigido por Han Sa-min y filmado en Reino Unido. Presenta a Jennie sola mientras se transforma de una mujer «inocente y delicada» en una lujosa mansión, a una mujer carismática que crece natural e independiente, presentando el concepto de «Solo» a través de una variedad de escenas de baile, mostrando una coreografía elegante y finalizando de una manera poderosa en medio de una multitud de bailarinas.

## Rendimiento comercial
La versión digital de «Solo» debutó en el número uno de la lista digital de descargas y streaming de Corea del Sur, mientras que la edición física debutó en el número dos en las listas de álbumes. La versión física del sencillo ha vendido más de 56,000 copias.
«Solo» también alcanzó el éxito fuera de su país de origen. En la semana del 1 de diciembre de 2018, la canción alcanzó el número uno en el chart digital estadounidense Billboard World, convirtiéndose en el primer logro en listas de Jennie. Esto la convirtió en una de las dos solistas de k-pop que encabeza la lista, y la primera como artista solista en alcanzar este logro. Ha vendido 10,000 copias en los Estados Unidos a diciembre de 2018. También debutó en el número 72 en el UK Download Chart durante una semana, marcando su primera aparición en un chart musical del Reino Unido.
El 15 de octubre de 2020, «Solo» se convirtió en la canción más escuchada por un artista coreano en Spotify, con unas 240,886,073 reproducciones, superando a «Gangnam Style» de PSY, con unas 240,690,315 reproducciones.

## Lista de canciones
| Descarga digital |        |            |                |         |          |  |
| N.º              | Título | Letras     | Música         | Arreglo | Duración |  |
| 1.               | «Solo» | Teddy Park | Teddy Park, 24 | 24      | 2:49     |  |
| 2:49             |        |            |                |         |          |  |

| CD   |                       |            |                |         |          |  |
| N.º  | Título                | Letras     | Música         | Arreglo | Duración |  |
| 1.   | «Solo»                | Teddy Park | Teddy Park, 24 | 24      | 2:49     |  |
| 2.   | «Solo (instrumental)» |            | Teddy Park, 24 | 24      | 2:49     |  |
| 5:38 |                       |            |                |         |          |  |

## Reconocimientos

### Premios y nominaciones
| Año  | Evento                  | Premio                      | Resultado | Ref.   |
| ---- | ----------------------- | --------------------------- | --------- | ------ |
| 2019 | Gaon Chart Music Awards | Canción del año - noviembre | Ganador   | [ 19 ] |
| 2019 | Mnet Asian Music Awards | Mejor performance de baile  | Nominado  | [ 20 ] |
| 2020 | Golden Disc Awards      | Bonsang Digital             | Ganador   | [ 21 ] |

### Programas de música
| Programa       | fecha                   | Ref.   |
| -------------- | ----------------------- | ------ |
| Inkigayo (SBS) | 25 de noviembre de 2018 | [ 22 ] |
| Inkigayo (SBS) | 2 de diciembre de 2018  | [ 23 ] |
| Inkigayo (SBS) | 16 de diciembre de 2018 | [ 24 ] |

### Listados
| Publicación         | Lista                                                                       | Ranking  | Ref.   |
| ------------------- | --------------------------------------------------------------------------- | -------- | ------ |
| Allkpop             | Top 5 most streamed solo songs on Spotify by korean soloists                | 1.º      | [ 25 ] |
| Billboard           | The 10 Best Things We Saw at Coachella 2019                                 | Incluida | [ 26 ] |
| Genius Korea        | 2021 Year End Chart - Top Songs                                             | 25.º     | [ 27 ] |
| Genius Korea        | 2021 Year End Chart - Top K-Pop Songs                                       | 14.º     | [ 28 ] |
| KpopStarz           | 23 3rd Generation K-Pop songs are considered 'National Hits' in South Korea | Incluida | [ 29 ] |
| Pinkvilla           | 7 Kpop female soloists with the best feminist anthems                       | Incluida | [ 30 ] |
| Rolling Stone India | 10 K-pop Feminist Anthems Perfect for Women’s Day                           | 10.º     | [ 31 ] |
| Soompi              | 9 K-Pop songs by female artists to uplift women                             | 9.º      | [ 32 ] |
| Soompi              | 8 MVs by female K-Pop stars that inspire us to go on a solo virtual trip    | Incluida | [ 33 ] |
| Spotify             | Top K-Pop Tracks of 2021                                                    | Incluida | [ 34 ] |

## Posicionamiento en listas
| Lista (2019)                                   | Mejor posición |
| ---------------------------------------------- | -------------- |
| Canadá (Canadian Hot 100)                      | 67             |
| Corea del Sur (Gaon)                           | 1              |
| Corea del Sur (Billboard)                      | 1              |
| Escocia (Official Charts Company)              | 80             |
| Estados Unidos (Billboard World Digital Songs) | 1              |
| Japón (Japan Hot 100)                          | 22             |
| Malasia (RIM)                                  | 2              |
| Nueva Zelanda (Recorded Music NZ)              | 13             |
| Reino Unido (UK Singles Downloads Chart)       | 72             |
| Singapur (RIAS)                                | 2              |

| Lista (2018)         | Mejor posición |
| -------------------- | -------------- |
| Corea del Sur (Gaon) | 86             |
| Lista (2019)         | Mejor posición |
| Corea del Sur (Gaon) | 35             |

## Certificaciones
| País                                               | Organismo certificador | Certificación | Ventas certificadas | Ref.      |
| Descargas                                          | Descargas              | Descargas     | Descargas           | Descargas |
| -------------------------------------------------- | ---------------------- | ------------- | ------------------- | --------- |
| Brasil                                             | Pro-Música Brasil      | 3xPlatino     | 120,000             | [ 47 ]    |
| Corea del Sur                                      | Gaon Chart             | Platino       | 2,500,000           | [ 16 ]    |
| Estados Unidos                                     |                        |               | 10,000              | [ 48 ]    |
| Streaming                                          |                        |               |                     |           |
| Corea del Sur                                      | Gaon Chart             | Platino       | 100,000,000         | [ 16 ]    |
| Japón                                              | RIAJ                   | Oro           | 50,000,000          | [ 49 ]    |
| *Cifras de ventas basadas solo en certificaciones. |                        |               |                     |           |

## Historial de lanzamiento
| País  | Fecha                   | Formato                    | Sello                       | Ref.   |
| ----- | ----------------------- | -------------------------- | --------------------------- | ------ |
| Mundo | 12 de noviembre de 2018 | Descarga digital streaming | YG Entertainment Interscope | [ 50 ] |
| Mundo | 18 de noviembre de 2019 | CD                         | YG Entertainment Interscope | [ 11 ] |